# Miekojärvi, Norrbotten
Miekojärvi är en sjö i Överkalix kommun och Övertorneå kommun i Norrbotten som ingår i Sangisälvens huvudavrinningsområde. Sjön har en area på 17,5 kvadratkilometer och ligger 99 meter över havet. Sjön avvattnas av vattendraget Sangisälven (Raitajoki).
Miekojärvi är Norrbottens största sjö. Miekojärvi är också och namnet på en by som ligger på en halvö och en ö mitt i sjön.

## Delavrinningsområde
Miekojärvi ingår i delavrinningsområde (737388-183044) som SMHI kallar för Utloppet av Miekojärvi. Medelhöjden är 120 meter över havet och ytan är 68 kvadratkilometer. Räknas de 14 avrinningsområdena uppströms in blir den ackumulerade arean 314,57 kvadratkilometer. Avrinningsområdets utflöde Sangisälven (Raitajoki) mynnar i havet. Avrinningsområdet består mestadels av skog (54 procent) och sankmarker (13 procent). Avrinningsområdet har 17,77 kvadratkilometer vattenytor vilket ger det en sjöprocent på 26,1 procent.